# José Massaroli
José María Massaroli (Ramallo, Buenos Aires; 30 de septiembre de 1952) es un dibujante y guionista de historietas y animación argentino, dedicado, desde 1991, a ilustrar cómics de los personajes de Walt Disney. Desde 2010, publica libros de historieta sobre hechos de la historia argentina. 

## Estudios
A los dieciocho años se mudó a la ciudad de Buenos Aires. Trabajó como vendedor de Curitas y repartidor para una casa de artículos del hogar y a su vez estudiaba dibujo con Ángel Borisoff, Narciso Bayón y Pablo Pereyra en el Instituto de Directores de Arte (IDA).

## Comienzos
En 1973 Manuel García Ferré lo integró al equipo de dibujantes de las revistas Hijitus y Larguirucho. Ese mismo año publicó su primera historieta titulada La Mujer del Pasado en la revista Más Allá del Terror.
En 1974 conoció a Lito Fernández, quién le enseñó la técnica de la historieta realista pero con una fuerte carga de expresionismo, en la línea de grandes dibujantes como Milton Caniff, Frank Robbins y Hugo Pratt. Durante más de dos años dibujó a lápiz numerosos capítulos de Dennis Martin, Haakon, Precinto 56, versiones de películas, etc. que luego eran pasados a tinta por Fernández.

## Obra
Desde 1975 dibujó historietas realistas para las editoriales Columba (Haakon y 3 x la Ley, de H. G. Oesterheld; Dennis Martin, de Robin Wood, Encuentros Cercanos, de Ricardo Ferrari, Carrick, de Ray Collins), Récord, Universo de Italia y Thomson de Gran Bretaña.En 1981 se asoció al Estudio Géminis, donde desarrolló sus tareas hasta 1986, compartiendo a veces trabajos con Ramón Gil, Alberto Caliva, Sergio Mulko y otros dibujantes amigos. En 1981, colaboró en Operación Ja Ja y Rico Tipo. En 1982, el escritor Oscar Bevilacqua lo presentó en Caras y Caretas, revista que estaba a punto de reaparecer; allí surgió Orquídeo Maidana, su personaje más reconocido, entre otras muchas colaboraciones.
Escribió y dibujó Juan Moreira en estilo realista para el diario La Voz de Buenos Aires en 1983; le siguieron biografías en forma de historieta: Manuel Dorrego, Facundo Quiroga, Chacho Peñaloza. Finalmente volvió a realizar las aventuras de Orquídeo Maidana, como tira diaria, hasta el cierre del diario.
En 1985 ingresó al estudio de Jaime Díaz Producciones  como layoutman, participando en la animación de numerosas series de TV (Galtar y la lanza dorada, Wildfire, Aladdín, Timón y Pumba, Scooby Doo, Los Pitufos (Smurfs), Los Supersónicos (Jetsons), La Pantera Rosa). También ilustró láminas para la colección de libros Look & Fimd, de Estados Unidos. 
Al mismo tiempo, dibujó historietas de terror para la revista Gespenster Geschichten, de Alemania; hizo el lápiz de Rambo (con tinta de Gil) para Editorial Perfil, publicó en revistas como Sex Humor, Fierro, Satiricón, Zona 84, e ilustró Punisher para Marvel.
A partir de 1991, dibujó historietas "estilo Disney" para Estados Unidos y Europa, como Tale Spin, Rescue Rangers, Darkwing Duck, Bonkers, Mickey Mistery y Paperino (Italia). También The Flintstones (Los Picapiedras) y numerosas ilustraciones para libros de la colección Look and Find (Aladdin, Gargoyles, Batman). 
Desde 1995, por intermedio del maestro Daniel Branca, quien lo introduce en el mundo de Carl Barks, colabora con la Editorial Egmont, de Dinamarca, para la que ilustra más de cien historietas del Pato Donald  (Donald Duck), y también: Uncle Scrooge, The Nephews, Magica de Spell, The Beagle Boys, Gyro Gearloose, etc. para la revista Anders And, luego publicadas reiteradamente en muchos países del mundo, la mayoría de ellas con la colaboración en el pasado a tinta de Raúl Barbero.
Desde 2006 ha escrito, desarrollando las ideas de Beto Noy, los guiones de la tira diaria Los Grutynos, que se publica en el diario Noticias de la Costa de Viedma, en la Patagonia argentina, con dibujos de Ramón Gil.
En 2010 dibujó las aventuras de la serie Savage Beauty, escrita por el guionista Mike Bullock, para la editorial norteamericana Moonstone Books. 
En 2011 colaboró con la editorial estadounidense KaBoom! en la ilustración de la historieta Duck Tales (Pato Aventuras), con el pasado a tinta de Rubén Torreiro, en seis números escritos por Warren Spector.
A partir de 2006 escribió la tira diaria de Los Grutynos, sobre ideas de Beto Noy y con dibujos de Ramón Gil y Raúl Barbero, para el diario Noticias de la Costa, de Río Negro. que se publica en el diario Noticias de la Costa, de Viedma, provincia de Río Negro. Estos personajes fueron retomados en el libro Los Grutynos, Llegó Pandemio, de 2021.
Desde 2009, la revista Tango Reporter de Los Ángeles, Estados Unidos, publica páginas de Orquídeo Maidana. Tanto su historieta Juan Moreira como Orquídeo Maidana y los Alephnautas y la biografía de Manuel Dorrego han vuelto a publicarse en Internet en el blog Historieta Patagónica, entre 2009 y 2011, así como ¡¡Facundo!! a partir de 2012.
Participó con historietas cortas en otras publicaciones de la editora patagónica La Duendes: Maestros, Zona 2011, Cabo por Siempre, El Facón de Alma Negra, etc. 
En 2012 asesoró y dibujó ilustraciones para la serie televisiva Germán Últimas Viñetas. 
Con Ediciones Fabro escribió ly dibujó trilogía La Guerra del Paraná, entre 2012 y 2017: La Vuelta de Obligado (2012, con la colaboración de Felipe Ávila, Silvestre Szilagyi y Gaspar González en la tinta, Vienen por los Ríos, el Camino Hacia Obligado (2014) y Victoria en el Paraná, Después de Obligado (2017). También publicó su serie Tercos de la Historia Argentina en la revista Terquedad, de la misma editorial.
2012:, la editorial Moonstone recopiló en libro los tres episodios de Savage Beauty, con guion de Mike Bullock y tinta del Estudio Géminis.
Entre 2012 y 2014 realizó ilustraciones para libros, con tinta de Rubén Torreiro, para la editorial Caramel, de Bélgica.
2013: la editorial Sanoma, de Países Bajos, publicó el libro De Grappigste Avonturen van Donald Duck Nr 43, una selección de historietas realizadas para la editorial Egmont de Dinamarca con los personajes de Walt Disney, mayormente El Pato Donald, con guiones de varios escritores y tinta de Raúl Barbero,
2013: en equipo con Silvestre Szilagyi y Gaspar González, ilustra el video Los Hombres no Lloran, sobre un cuento de Matías Stellato y Juan Soler, realizado por la productora Aqueronte para el club All Boys en ocasión de su centésimo aniversario.
2015: publicó el libro El Tango de las Amazonas, con guion de Oenlao, 
2016: ilustró las historietas del personaje creado por Félix Follonier, Tintero, al frente de un equipo integrado por el guionista Eduardo Maicas, el entintador Rubén Torreiro y la colorista Eugenia Suárez, para el diario Los Andes' de Mendoza.
2016, se publica el libro El Manuscrito, con guion de Marcelo Pulido. 
2021: Se publica el libro Los Grutynos, llegó Pandemio, escrito por Massaroli sobre ideas de Beto Noy, con ilustraciones de Ramón Gil
Entre 2022 y 2023 realiza los guiones y bocetos de la serie de historietas Malvinas,.Historias de los Héroes de Merlo, para la Secretaría de Cultura de la Municipalidad de Merlo, en equipo con Ramón Gil, quien entinta los dibujos, realiza el letrado y se encarga de las tapas de estas revistas.
2023: GComics publica Gatos y Conejos, con guion de Luciano Saracino y dibujos de Massaroli. 

## Participación en actividades
Massaroli ha dado charlas sobre su trabajo y expuesto sus dibujos en Villa Ramallo (1977), Lobos 1978-79-80), numerosos eventos organizados por la Asociación de Dibujantes entre 1980 y 1985, la Feria del Libro de San Nicolás (2004), el Encuentro de Escritores Rionegrinos en Las Grutas (2009), la Convención Dibujantes en Rosario (2009 y 2010), las Expo-Comic '09 y '10 de Santiago de Chile, Animate '09 de Buenos Aires, el Pradere Comic Con de San Fernando (pcia. de Bs. As.) (2009), la Convención de Dibujantes Independientes de Santa Fe (2010-2012), la muestra colectiva "Historias Ilustradas del Bicentenario" en el Monumento a la Bandera de Rosario, en mayo de 2010; y en 2011, en el Encuentro Nacional del Humor y la Historieta de Lobos (pcia. de Bs. As.), y en las Ferias del Libro de Ramallo (pcia. de Bs. As.), y Concordia (Entre Ríos) y la Caracas Comic Con de Venezuela. En 2018 expuso sus dibujos históricos y gauchescos en la Casade Mendoza en Buenos Aires 
Colaboró en 2004 con Miguel Rep y otros artistas en la creación de un gran mural de 40 metros de largo sobre La Guerra, realizado "en vivo" en el Centro Cultural Recoleta de Buenos Aires. Participó en un debate sobre Historieta Gauchesca junto con Jorge Morhain y Gustavo Schimpp en Marcos Paz (2009) y en el mural colectivo de La Noche de la Librerías en 2011.  Participa en los festivales Dibujados (Bs. As., 2011-12). En junio de 2012 participa activamente en La Semana de la Duendes en Buenos Aires. Ha sido invitado en marzo de 2012 a participar en el Festival Internacional de las Artes de Costa Rica. 
A partir de 2012, Invitado a a participar en eventos relacionados con la historieta, entre otros, Reconquista (S. Fe), Comodoro Rivadavia (Chubut), Lobos (Bs. As.), Coronel Suárez (Bs. As.), Cañuelas (Bs. As.), Córdoba, La Rioja, Neuquén, Bariloche (Río Negro), Mendoza y Trenque Lauquen (Bs. As.).
El 3 de agosto de 2010 presentó su libro ¡¡Juan Moreira!! ante numeroso público en la Biblioteca Nacional de Buenos Aires. Luego, fue presentado en Lobos, Tigre, Ramallo (Bs. As.), Concordia (Entre Ríos), Rosario (Santa Fe) y Santiago de Chile. El 30 de agosto de 2011 se presentó también en la Biblioteca Nacional el libro Fusilen a...¡¡Dorrego!! y luego en Concordia. En junio de 2012 presenta en la Biblioteca Nacional su tercer libro con La Duendes: La Milonga de Orquídeo Maidana, 30 Años. Le siguen ¡¡Facundo!! en 2014 y ¡¡El Chacho!! en 2015, también con La Duendes y en la Biblioteca Nacional; en 2023 GComics presenta en la Biblioteca Nacional Gatos y Conejos, libro con guion de Luciano Saracino, 

## Personajes
- Argendinos, en 2021 (en la web)
- Patos Criollos, Revista La Negra del Sur, 2014-2015.
- Orquídeo Maidana, Caras y Caretas, 1982; La Voz, 1985; Historieta Patagónica, 2010, La Duendes, 2012.
- El Potrillo y la Mariposa, sobre un cuento de Susana Amuchástegui, Editorial de los Cuatro Vientos, 2011.
- Juan Moreira, La Voz, 1983; Historieta Patagónica, 2009, La Duendes, 2010.
- Los Intrépidos, con guion de Armando Fernández, Columba, 1991.
- Any Quilante, Sex Humor, 1989.
- Aventuras en el Amazonas, inédito, 1987.
- Johnny Bastard, Brulote, 1984.
- El Inundadito, Caras y Caretas, 1983.
- Moira Shazam, con guion de Peni, en Operación Ja Ja, 1981.
- Usadora Duggan, Rico Tipo, 1981.
- La Guerra Gaucha, revista Pupo, San Salvador de Jujuy, 1980.

## Premios y reconocimientos
2022: Declarado "Personalidad Destacada de la Ciudad Autónoma de Buenos Aires" en el ámbito de la Cultura  por la Legislatura de la Ciudad Autónoma de Buenos Aires.
2019: Declarado “Ciudadano Ilustre” por el Honorable Concejo Deliberante del partido de Ramallo,
2019: Reconocimiento de la Asociación Bancaria, casa central, Buenos Aires, «por su gran aporte a la Historieta Argentina»;
2017: Declarado Patriota del Pueblo y de la Patria, por la Agrupación Oesterheld; 
2017: Homenaje por su aporte a la Historieta Gauchesca en la ciudad de Mendoza; 
2016: Distinguido con La Orden del Buzón, por parte de la revista Aquél Buzón y el Museo Manoblanca de Pompeya.
2015: Reconocimiento "a su trayectoria y obra", del festival Villa Viñetas de V. Constitución; 
2013: Reconocimiento  de editorial La Duendes por su trayectoria artística;
2012: Primer Premio Diógenes Taborda de Historieta del Salón Mercosur; 
2011: Reconocimiento "por su contribución a la historieta nacional", del festival Dibujados, Buenos Aires; 
2011: Reconocimiento de la Biblioteca Nacional de la República Argentina y la Comisión Nacional de Bibliotecas Populares «... por su contribución a la historieta argentina», el Día de la Historieta, 4 de septiembre: